# Brown Eyed Girls
Die Brown Eyed Girls (Hangeul: 브라운 아이드 걸스) sind eine südkoreanische Girlgroup der zweiten K-Pop-Generation, die bei Mystic Entertainment unter Vertrag steht. Die Gruppe besteht aus den vier Mitgliedern Jea, Gain, Narsha und Miryo. Seit ihrem Debüt kam die Gruppe durch einige Hit-Singles zu Popularität in Südkorea. Der offizielle Fanclub-Name lautet Everlasting.

## Geschichte

### 2006:Your StoryundLeave Ms Kim
Die Anführerin der Gruppe, Jea, war verantwortlich für die Zusammensetzung der Gruppe und war aktiv an der Auswahl der restlichen Mitglieder beteiligt. Das erste Mitglied, welches Jea aussuchte, war Miryo, welche schon als Underground Rapperin bekannt war. Durch Zusammenarbeiten mit Gil Seong-joon von der Gruppe Leessang war Miryo schon bekannt sowie ihrer Mitgliedschaft bei der Hip-Hop-Gruppe Honey Family. Narsha wurde von Jea als zweites ausgewählt, da diese sich an Narsha als talentierte Sängerin aus ihren High-School-Zeiten erinnerte. Gain wurde als letzte von den drei Mitgliedern ausgesucht. Laut ihrer Aussage fand der Komponist Ahn Jung-hoon sie weinend nach einem gescheiterten Vorsingen bei Battle Shin Hwa und wurde dann den drei älteren Mitgliedern vorgestellt. Sängerin Yoari trainierte mit der Gruppe bis 2006, verließ dann aber die Gruppe, bevor sie debütierte, da man feststellte, dass ihre Stimme nicht zum Rest der Gruppe passte.
Nach mehr als drei Jahren Gesangstraining veröffentlichten Brown Eyed Girls am 2. März 2006 ihr erstes Album Your Story mit der Ballade Come Closer als Titellied. Sie folgten dem Konzept einer „gesichtslosen Gruppe“, hatten daher keine öffentliche Auftritte und tauchten nicht einmal in ihrem eigenen Musikvideo auf. Das Album erhielt gute Kritiken, verkaufte sich aber nicht so gut wie angenommen. Später veröffentlichten sie eine zweite Version des Albums mit einem neuen Lied Hold the Line, welches ein Hit wurde und die Bekanntheit der Gruppe deutlich steigerte.
Nach einer kurzen Pause veröffentlichten die Brown Eyed Girls ihr zweites Studioalbum namens Leave Ms. Kim (떠나라 미스김) mit dem R&B Titeltrack I Got Fooled By You (너에게 속았다). Die darauf folgende Singles waren Oasis (오아시스) mit Lee Jae-hoon und It's mine (내꺼야), eine Zusammenarbeit mit der Gruppe SeeYa. Der Titeltrack I Got Fooled By You wurde fast zeitgleich mit Nobody von den Wonder Girls veröffentlicht, welches ein nationaler Hit wurde. Dadurch rückte das Album der Brown Eyed Girls in den Schatten, verkaufte sich aber trotzdem besser als sein Vorläufer.

### 2008:With L.O.V.E.undMy Style
Im Januar 2008 veröffentlichten Brown Eyed Girls ihr erstes Minialbum With L.O.V.E und die zugehörige Single L.O.V.E. Die Single war ein Abschied für den vorherigen Sound der Gruppe, wurde jedoch ein Erfolg und bescherte den vier Mitgliedern ihren ersten Nummer-eins-Hit. Love Action war die zweite Singleauskopplung aus dem Minialbum. L.O.V.E wurde von Saint-Binary und Lee Min-soo komponiert.
Um an ihrer Erfolgssträhne festzuhalten, kehrten die Brown Eyed Girls im September mit ihrem zweiten Minialbum My Style zurück. Der Titelsong How Come (어쩌다) ist ein Dancetrack im Retrostyle, wurde aber nicht so populär wie der Vorläufer L.O.V.E. Obwohl die Konkurrenz in den Charts groß war, erreichten die Brown Eyed Girls mit How Come trotzdem die Nummer 1.

### 2009: Sound-G.
Am 20. Juli 2009 wurde mit Sound-G. das dritte Studioalbum der Gruppe veröffentlicht. Candy Man war die erste Singleauskopplung, doch das Titellied des Albums war Abracadabra, komponiert von Ji-nu und Lee Min-soo, geschrieben von Kim Ean und Miryo.

### 2015: Wechsel zum neuen Label.
Nachdem Ga-In zum Label APOP Entertainment wechselte, folgten am 1. Oktober die anderen Mitglieder und sind nun als Gruppe bei APOP Entertainment unter Vertrag.
Mit der Veröffentlichung des Albums vollzog sich auch ein Imagewandel. Die Mitglieder repräsentierten jetzt unabhängige und stolze Frauen. Das Musikvideo zu dem Lied wurde in Korea kontrovers diskutiert, da es intime Szenen, sowie einen Beinahe-Kuss zwischen den Mitgliedern Narsha und Gain zeigt. Später wurde eine „Stage Version“ veröffentlicht, welche ihr Augenmerk nur auf die Choreografie legt. Trotz des kontroversen Musikvideos wurde das Lied ein Riesenhit und gewann mehrere Musikpreise. Der „Arrogant Dance“ (시건방춤) der Gruppe wurde ihr Markenzeichen.
Später veröffentlichten sie eine Neuauflage des Albums mit der neuen Single Sign und einem neuen Musikvideo. Auch dieses Video wurde aufgrund von brutalen Szenen kontrovers aufgenommen. Sign konnte an den Erfolg von Abracadabra anknüpfen, wurde allerdings nicht genauso berühmt.

### Soundtracks
Die Brown Eyed Girls steuerten auch Musiktitel zu den Soundtracks einiger Dramaserien bei, unter anderem zu 포도밭 그 사나이 (das Lied „Loving You“), 게임의 여왕 (den Song „독 한사랑“) und 대조영 (den Titel „대조영“).

### Labelwechsel undBasic
Am 1. Oktober 2015 wechselten alle Mitglieder der Gruppe zu Mystic Entertainment, nachdem ihre Verträge bei Nega Network ausliefen.
Am 5. November 2015 wurde das sechste Mini-Album BASIC veröffentlicht.

## Mitglieder
| Name          | Geburtsname         | Geburtstage (Alter)     | Geburtsort | Position               |
| JeA 제아      | Kim Hyo-jin 김효진  | 18. September 1981 (43) | Gangnam-gu | Team leader Main Vocal |
| Gain 가인     | Son Ga-in 손가인    | 20. September 1987 (37) | Seoul      | Vocal, Main Dance      |
| Narsha 나르샤 | Park Hyo-jin 박효진 | 28. Dezember 1981 (43)  | Seoul      | Lead Vocal, Lead Dance |
| Miryo 미료    | Cho Mi-hye 조미혜   | 2. November 1981 (43)   | Suncheon   | Vocal, Main Rap        |

## Diskografie

### Alben
| Jahr | Titel                         | Höchstplatzierung, Gesamtwochen, AuszeichnungChartsChartplatzierungen (Jahr, Titel, Platzierungen, Wochen, Auszeichnungen, Anmerkungen) | Anmerkungen |
| Jahr | Titel                         | KR | Anmerkungen |
| ---- | ----------------------------- | --- | --- |
| 2006 | Your Story                    | KR20 (3 Wo.)KR | Erstveröffentlichung: 2. März 2006; Re-Release: 25. August 2006; Chartplatzierungen ab 2010; Verkäufe KR: + 19.015    |
| 2007 | Leave Ms. Kim (떠나라 미스김) | KR10 (3 Wo.)KR | Erstveröffentlichung: 6. September 2007 Chartplatzierungen ab 2010; Verkäufe KR: + 10.438                             |
| 2009 | Sound G.                      | KR7 (38 Wo.)KR | Erstveröffentlichung: 20. Juli 2009; Re-Release: 2. November 2009; Chartplatzierungen ab 2010; Verkäufe KR: + 142.229 |
| 2011 | Sixth Sense                   | — | Erstveröffentlichung: 23. September 2011; Re-Release: 9. November 2011; Verkäufe KR: + 25.746                         |
| 2013 | Black Box                     | KR5 (6 Wo.)KR | Erstveröffentlichung: 29. Juli 2013 Verkäufe KR: + 9.835                                                              |
| 2015 | Basic                         | KR8 (1 Wo.)KR | Erstveröffentlichung: 5. November 2015 Verkäufe KR: + 4.968                                                           |

grau schraffiert: keine Chartdaten aus diesem Jahr verfügbar

### EPs
| Jahr | Titel             | Höchstplatzierung, Gesamtwochen, AuszeichnungChartsChartplatzierungen (Jahr, Titel, Platzierungen, Wochen, Auszeichnungen, Anmerkungen) | Anmerkungen                                                                               |
| Jahr | Titel             | KR | Anmerkungen                                                                               |
| ---- | ----------------- | --- | ----------------------------------------------------------------------------------------- |
| 2008 | With L.O.V.E      | KR69 (2 Wo.)KR | Erstveröffentlichung: 17. Januar 2008 Chartplatzierungen ab 2010; Verkäufe KR: + 9.058    |
| 2008 | My Style          | KR46 (1 Wo.)KR | Erstveröffentlichung: 18. September 2008 Chartplatzierungen ab 2010; Verkäufe KR: + 8.524 |
| 2009 | Festa On Ice 2010 | KR3 (2 Wo.)KR | Erstveröffentlichung: 6. April 2010 Chartplatzierungen ab 2010                            |

grau schraffiert: keine Chartdaten aus diesem Jahr verfügbar

### Kompilationen
| Jahr | Titel           | Höchstplatzierung, Gesamtwochen, AuszeichnungChartsChartplatzierungen (Jahr, Titel, Platzierungen, Wochen, Auszeichnungen, Anmerkungen) | Anmerkungen                                              |
| Jahr | Titel           | KR | Anmerkungen                                              |
| ---- | --------------- | --- | -------------------------------------------------------- |
| 2014 | Special Moments | KR5 (2 Wo.)KR | Erstveröffentlichung: 8. April 2014 Verkäufe KR: + 2.413 |

### Coveralben
| Jahr | Titel   | Höchstplatzierung, Gesamtwochen, AuszeichnungChartsChartplatzierungen (Jahr, Titel, Platzierungen, Wochen, Auszeichnungen, Anmerkungen) | Anmerkungen                                                 |
| Jahr | Titel   | KR | Anmerkungen                                                 |
| ---- | ------- | --- | ----------------------------------------------------------- |
| 2019 | RE_vive | KR29 (4 Wo.)KR | Erstveröffentlichung: 28. Oktober 2019 Verkäufe KR: + 5.763 |

### Singles
| Jahr                   | Titel Album                                    | Höchstplatzierung, Gesamtwochen, AuszeichnungChartplatzierungen (Jahr, Titel, Album, Platzierungen, Wochen, Auszeichnungen, Anmerkungen) | Höchstplatzierung, Gesamtwochen, AuszeichnungChartplatzierungen (Jahr, Titel, Album, Platzierungen, Wochen, Auszeichnungen, Anmerkungen) | Anmerkungen                                           |
| Jahr                   | Titel Album                                    | KR | JP | Anmerkungen                                           |
| ---------------------- | ---------------------------------------------- | --- | --- | ----------------------------------------------------- |
| Südkoreanische Singles |                                                | | |                                                       |
|                        |                                                | | |                                                       |
| 2006                   | Come Closer (다가와서) Your Story              | — | — | Erstveröffentlichung: 2006                            |
| 2006                   | Hold the Line Your Story                       | — | — | Erstveröffentlichung: 2006 feat. Cho PD               |
| 2007                   | Oasis (오아시스) –                             | — | — | Erstveröffentlichung: 2007 feat. Lee Jae Hoon         |
| 2007                   | Deceived by You (너에게 속았다) Leave, Ms. Kim | — | — | Erstveröffentlichung: 2007                            |
| 2008                   | L.O.V.E (러브) With L.O.V.E                    | — | — | Erstveröffentlichung: 2008                            |
| 2008                   | How Come (어쩌다) My Style                     | — | — | Erstveröffentlichung: 2008                            |
| 2008                   | My Style (Hidden Track) (마이 스타일) My Style | KR99 (1 Wo.)KR | — | Erstveröffentlichung: 2008 Chartplatzierungen ab 2010 |
| 2009                   | Candy Man Sound-G                              | — | — | Erstveröffentlichung: 2009                            |
| 2009                   | Abracadabra (아브라카다브라) Sound-G           | — | — | Erstveröffentlichung: 2009                            |
| 2009                   | Sign (싸인) Sound-G                            | KR56 (5 Wo.)KR | — | Erstveröffentlichung: 2009 Chartplatzierungen ab 2010 |
| 2010                   | Magic (주제곡) Festa On Ice 2010               | KR12 (4 Wo.)KR | — | Erstveröffentlichung: 2010                            |
| 2011                   | Hot Shot (핫샷) Sixth Sense                    | KR2 (7 Wo.)KR | — | Erstveröffentlichung: 2012 Verkäufe KR: + 1.662.032   |
| 2011                   | Sixth Sense (식스 센스) Sixth Sense            | KR1 (17 Wo.)KR | — | Erstveröffentlichung: 2012 Verkäufe KR: + 3.991.637   |
| 2011                   | Cleansing Cream (클렌징크림) Sixth Sense       | KR4 (9 Wo.)KR | — | Erstveröffentlichung: 2012 Verkäufe KR: + 1.643.177   |
| 2012                   | One Summer Night (한여름밤의 꿈) –             | KR7 (10 Wo.)KR | — | Erstveröffentlichung: 2012 Verkäufe KR: + 1.157.848   |
| 2013                   | Recipe (레시피) Black Box                      | KR5 (7 Wo.)KR | — | Erstveröffentlichung: 2013 Verkäufe KR: + 511.360     |
| 2013                   | Kill Bill (킬빌) Black Box                     | KR2 (9 Wo.)KR | — | Erstveröffentlichung: 2013 Verkäufe KR: + 1.125.798   |
| 2013                   | Tonight (M&N) (오늘밤) –                       | — | — | Erstveröffentlichung: 2013 Verkäufe KR: + 100.301     |
| 2015                   | Brave New World (신세계) Basic                 | KR10 (5 Wo.)KR | — | Erstveröffentlichung: 2015 Verkäufe KR: + 306.604     |
| 2019                   | Abandoned (내가 날 버린 이유) RE_vive          | KR139 (1 Wo.)KR | — | Erstveröffentlichung: 2019                            |
| 2019                   | Wonder Woman (원더우먼) RE_vive                | KR69 (3 Wo.)KR | — | Erstveröffentlichung: 2019                            |
| 2020                   | Snowman –                                      | — | — | Erstveröffentlichung: 2020                            |
| Südkoreanische Singles |                                                | | |                                                       |
|                        |                                                | | |                                                       |
| 2011                   | Sign –                                         | — | JP24 (4 Wo.)JP | Erstveröffentlichung: 26. Januar 2011                 |

grau schraffiert: keine Chartdaten aus diesem Jahr verfügbar

## Auszeichnungen
| Jahr | Auszeichnungen |
| ---- | --- |
| 2006 | - Cyworld Digital Music Awards: Song Of The Month (Juli) „Hold the Line“ - 16th Seoul Music Awards: New Artist Award |
| 2008 | - 23rd Golden Disk Awards: Digital Music Award                                                                       |
| 2009 | - 18th Seoul Music Awards: Bonsang Award - Cyworld Digital Music Awards: Song Of The Month (August) „Abracadabra“    |